# Добровольное (Будённовский район)
Доброво́льное — село в составе Будённовского района (муниципального округа) Ставропольского края России.

## Варианты названия
- Добровольный,
- Добровольный (Симаковка)[3].

## География
Расстояние до краевого центра: 174 км.
Расстояние до районного центра: 80 км.
На реке Кума.
На юго-западе: посёлок Брусиловка
На западе: село Стародубское

## История
Основано в 1882 году:28.
До 16 марта 2020 года село входило в упразднённый Архиповский сельсовет.

## Население
| 1925 | 1926  | 1989 | 2002 | 2010 | 2012 | 2014 |
| ---- | ----- | ---- | ---- | ---- | ---- | ---- |
| 1027 | ↗1046 | ↘356 | ↗399 | ↘313 | ↗345 | ↗400 |

По данным переписи 2002 года в национальной структуре населения русские составляли 58 %, даргинцы — 36 %.

## Инфраструктура
Медицинскую помощь оказывает фельдшерско-акушерский пункт.
В селе две улицы — Ленина и Октябрьская. В северной части населённого пункта находится общественное открытое кладбище площадью 10 тыс. м².